# Governo Kang Song-san I
Il governo Kang Song-san I è stato il quinto esecutivo della Repubblica Popolare Democratica di Corea, in carica dal 27 gennaio 1984 al 29 dicembre 1986, col sostegno del Fronte Democratico per la Riunificazione della Patria.

## Appoggio parlamentare
| Assemblea popolare suprema | Assemblea popolare suprema                     | Seggi |
| -------------------------- | ---------------------------------------------- | ----- |
|                            | Partito del Lavoro di Corea Totale maggioranza | 615   |
|                            | Indipendenti Totale opposizione                | 0     |
| Totale                     | Totale                                         | 615   |

| Assemblea popolare suprema | Assemblea popolare suprema                     | Seggi |
| -------------------------- | ---------------------------------------------- | ----- |
|                            | Partito del Lavoro di Corea Totale maggioranza | 601   |
|                            | Indipendenti Totale opposizione                | 54    |
| Totale                     | Totale                                         | 655   |